# Boroșneu Mare, Covasna
Boroșneu Mare (în maghiară Nagyborosnyó) este satul de reședință al comunei cu același nume din județul Covasna, Transilvania, România. Se află în partea central-sudică a județului, în Depresiunea Târgu Secuiesc.